# Seibu Tetsudō
Die Seibu Tetsudō K.K. (jap. 西武鉄道株式会社, Seibu tetsudō kabushiki-gaisha, dt. etwa Eisenbahn von West-Musashi, engl. Seibu Railway Co., Ltd.) ist eine japanische Eisenbahngesellschaft.

## Geschichte
Die Anfänge der Seibu Tetsudō reichen bis in das Jahr 1894 zurück. In diesem Jahr nahm die Kawagoe Tetsudō den Betrieb zwischen Kokubunji und Kawagoe auf. Diese erwarb 1921 eine Eisenbahngesellschaft namens Seibu Tetsudō und erweiterte das Streckennetz nach Takadanobaba. Heute bildet diese Strecke die Seibu Shinjuku-Linie.
Die heutige Seibu Tetsudō wurde am 7. Mai 1912 als Musashino Tetsudō gegründet. Dieses betrieb das Streckennetz der heutigen Seibu Ikebukuro-Linie und fusionierte 1945 mit der alten Seibu Tetsudō, die zwischen Shinjuku und Ogikubo operierte. Der Name Seibu wurde weiterhin verwendet und das Streckennetz in die westlichen Vororte Tokios ausgedehnt. Auch heute noch werden Shinjuku- und Ikebukuro-Linie getrennt betrieben; lediglich am Bahnhof Tokorozawa kreuzen sie sich.
Im Laufe der Jahre entstand mit der Einführung der Hotelkette Prince Hotels die Seibu Holdings, welche auch als Titelsponsor der Baseball-Profimannschaft Saitama Seibu Lions bekannt ist, weshalb mit dem Namen Seibu außerhalb der Metropolregion Tokio oft die Baseball-Mannschaft oder der Seibu Dome assoziiert wird.
In den 1990ern geriet das Unternehmen in die Schlagzeilen, als Inhaber Yoshiaki Tsutsumi in den Verdacht geriet, die Bilanzen gefälscht zu haben. Der Sohn von Yasujirō Tsutsumi, welcher dessen Vorgänger und davor Inhaber der Kawagoe Tetsudō war, schaffte es zuvor als Mehrheitsaktionär der Seibu Tetsudō an die Spitze der Liste „The World’s Billionaires“.

## Linien

Die Hauptstrecken der Seibu Tetsudō führen von Shinjuku und Ikebukuro in die westlichen Vororte Tokios

Seibu Railway betreibt westlich von Tokio ein 176,6 Kilometer langes Eisenbahnnetz. Die zwölf von ihr betriebenen Linien sind mit S-Bahnen vergleichbar. Die betriebenen Linien sind:
- Ikebukuro-Linien:
  - Seibu Ikebukuro-Linie (池袋線): Ikebukuro – Tokorozawa – Hanno – Agano (57,8 km): direkte Verbindung zur Yokohama-Minatomirai-Linie über die Seibu-Yūrakuchō-Linie, Tōkyō-Metro-Yūrakuchō-Linie, Fukutoshin-Linie und Tōyoko-Linie
  - Seibu Chichibu-Linie (西武秩父線): Agano – Seibu-Chichibu (19,0 km)
  - Seibu Yūrakuchō-Linie (西武有楽町線): Nerima – Kotake-mukaihara (2,6 km): verbindet die Ikebukuro-Linie mit der Yūrakuchō-Linie der Tōkyō Metro
  - Seibu Toshima Linie (豊島線): Nerima – Toshimaen (1,0 km)
  - Seibu Sayama-Linie (狭山線): Nishi-Tokorozawa – Seibu-Kyujo-mae (4,2 km)
- Shinjuku-Linien:
  - Seibu Shinjuku-Linie (新宿線): Seibu-Shinjuku – Takadanobaba – Tokorozawa – Hon-Kawagoe (47,5 km)
  - Seibu Seibuen-Linie (西武園線): Higashi-Murayama – Seibu-en (2,4 km)
  - Seibu Haijima-Linie (拝島線): Kodaira – Haijima (14,3 km)
  - Seibu Tamako-Linie (多摩湖線): Kokubunji – Hagiyama – Seibu-Yuenchi (9,2 km)
  - Seibu Kokubunji-Linie (国分寺線): Higashi-Murayama – Ogawa – Kokubunji (7,8 km)
  - Seibu Tamagawa-Linie (多摩川線): Musashi-Sakai – Koremasa (8,0 km)

## Züge

### S-Bahn-Linien

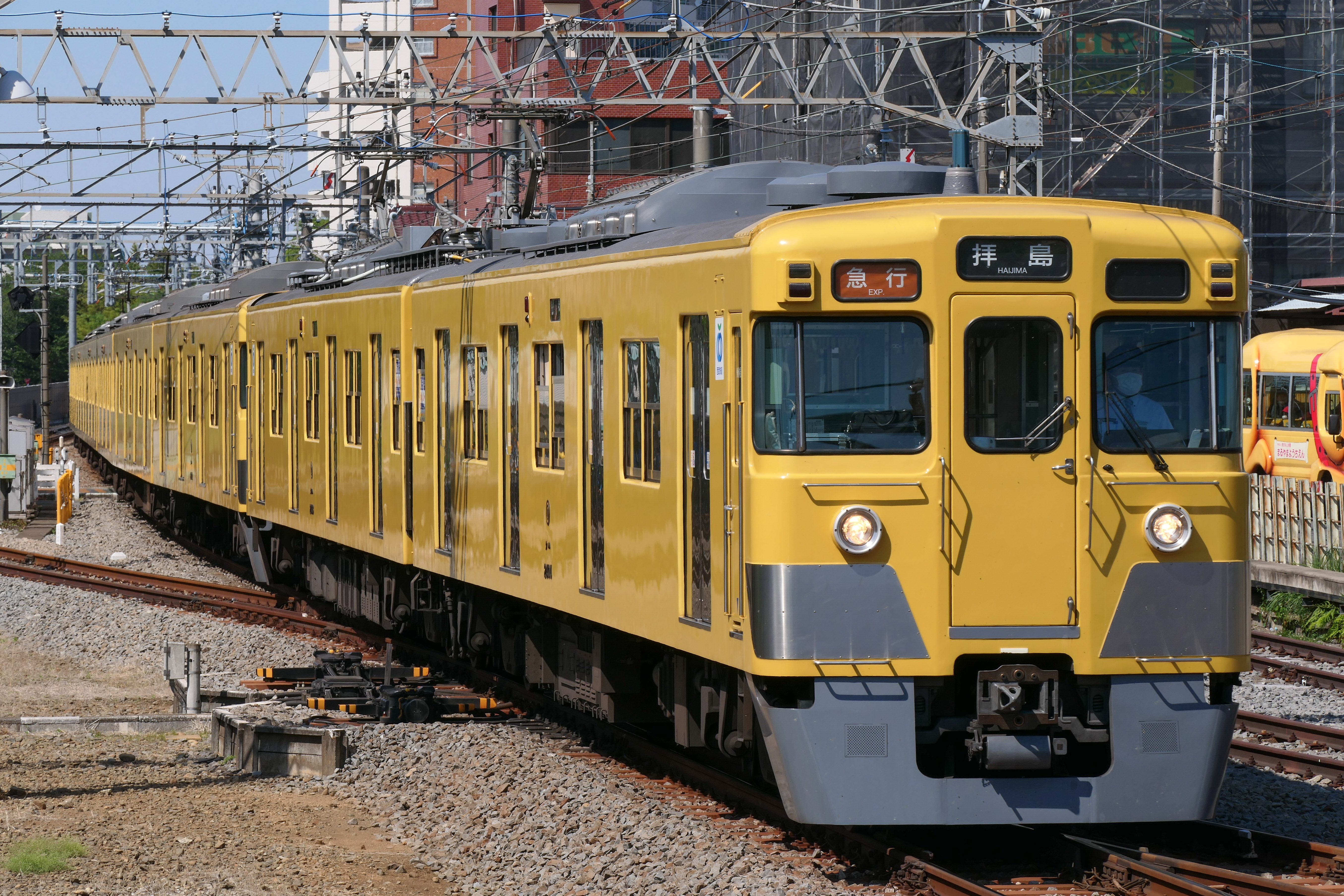
Seibu-Klasse 2000
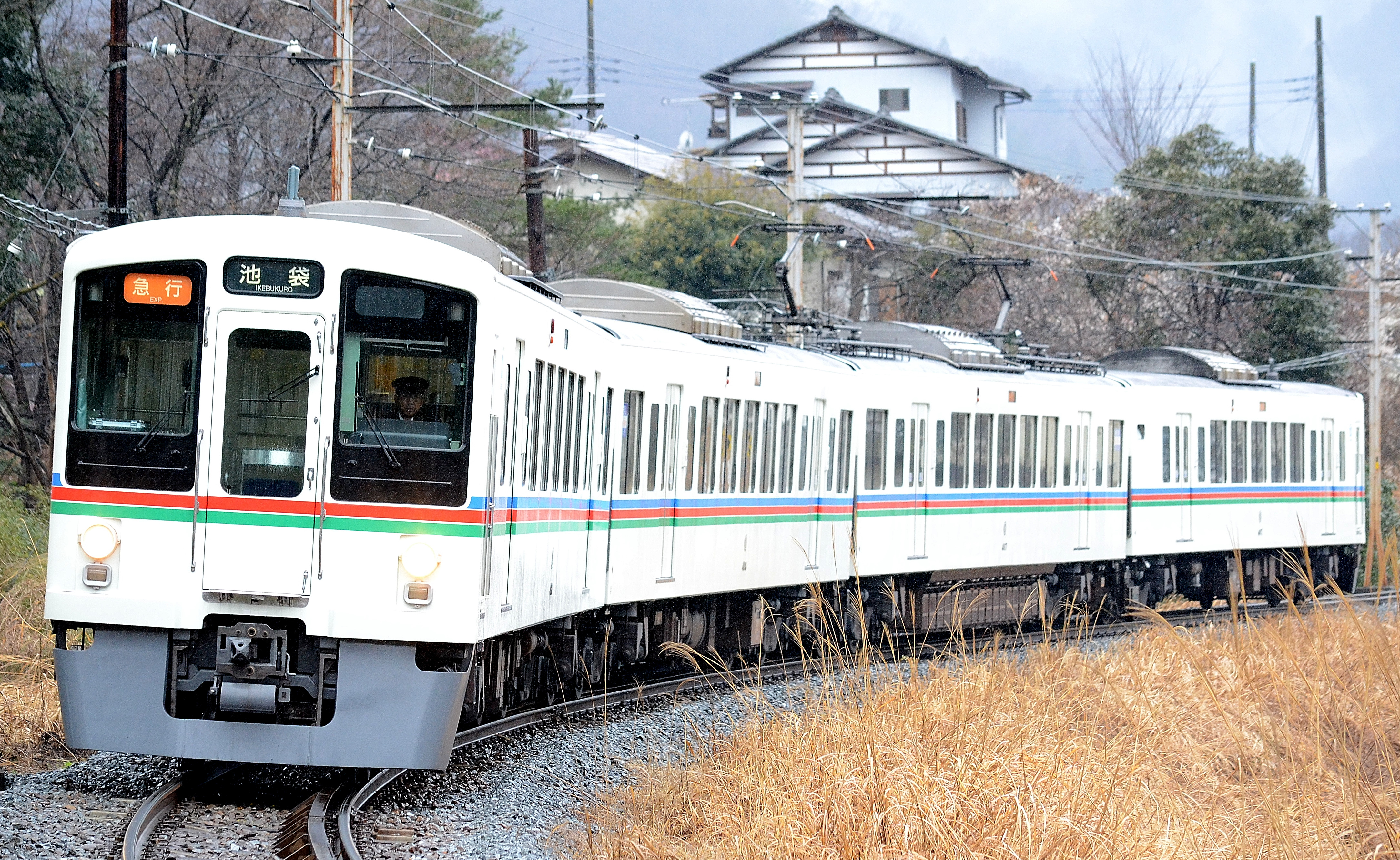
Seibu-Klasse 4000
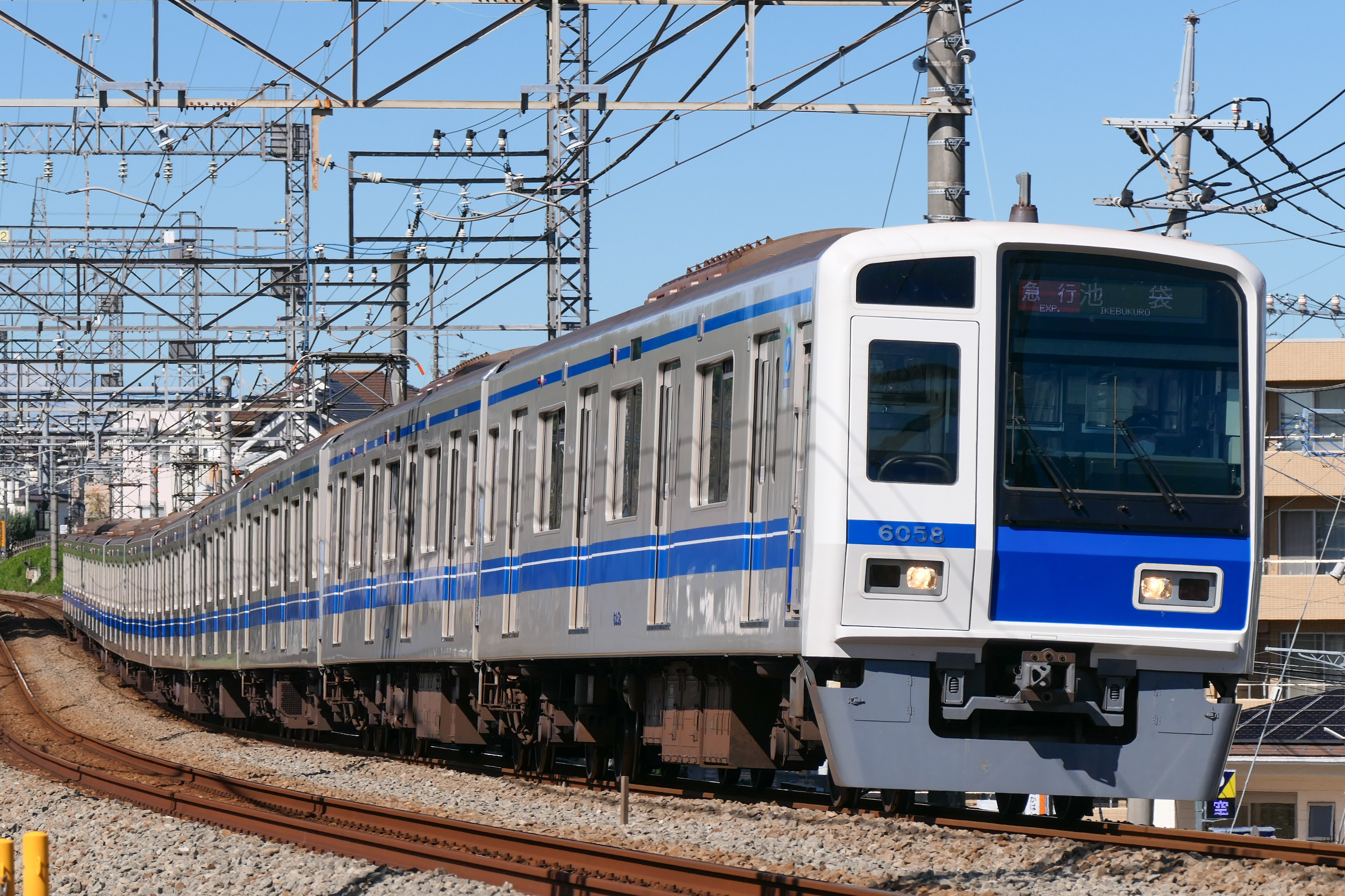
Seibu-Klasse 6000
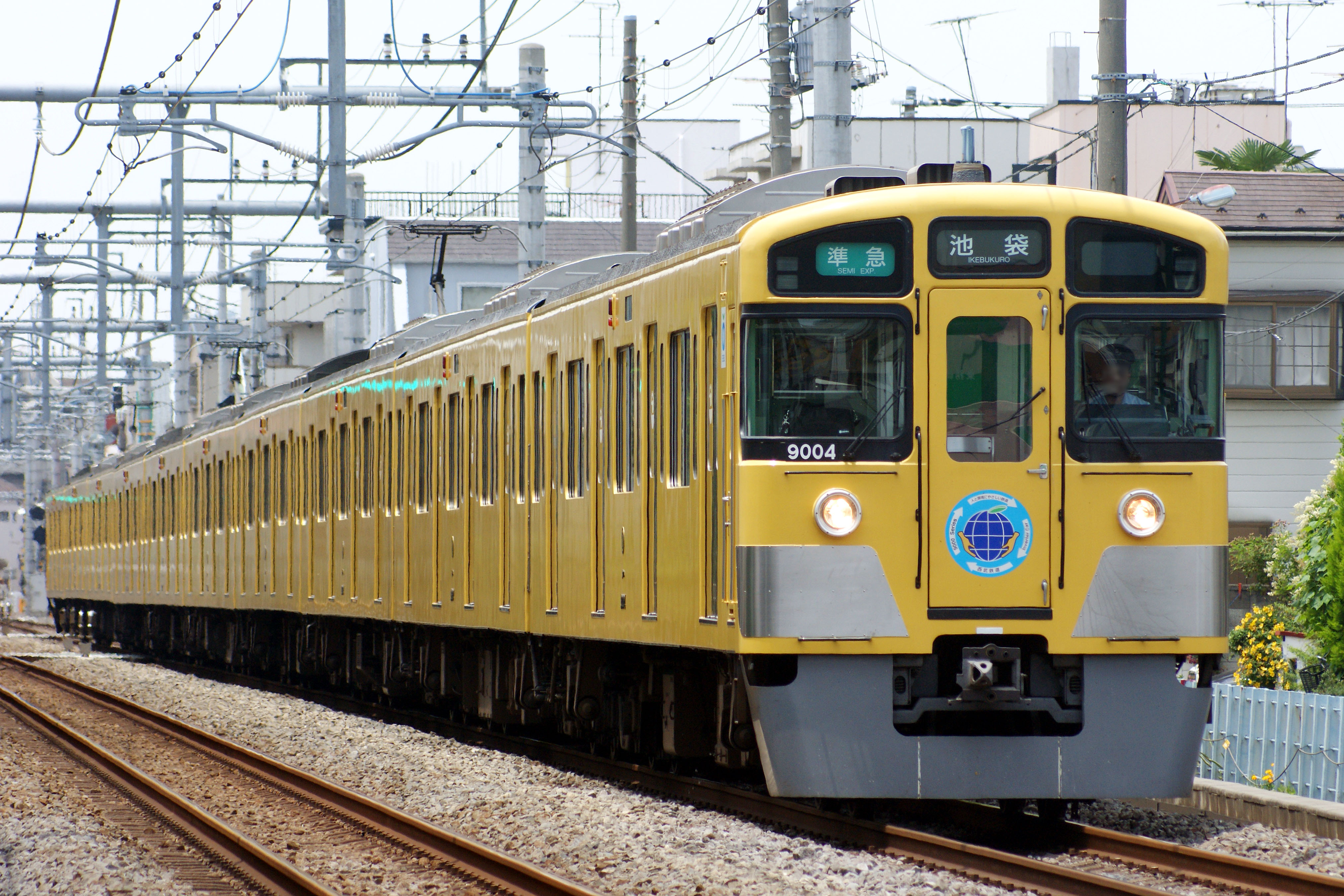
Seibu-Klasse 9000
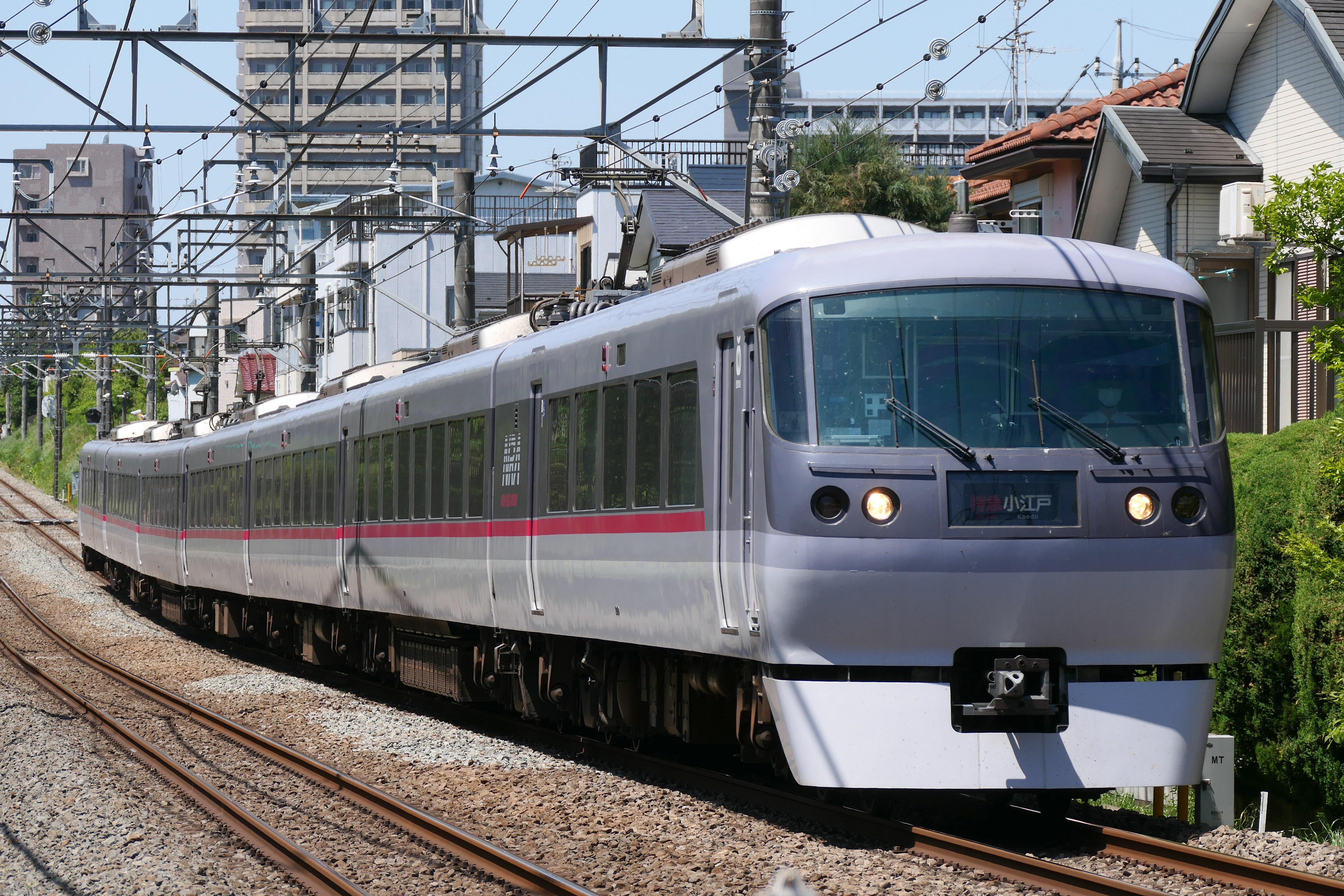
Seibu-Klasse 10000
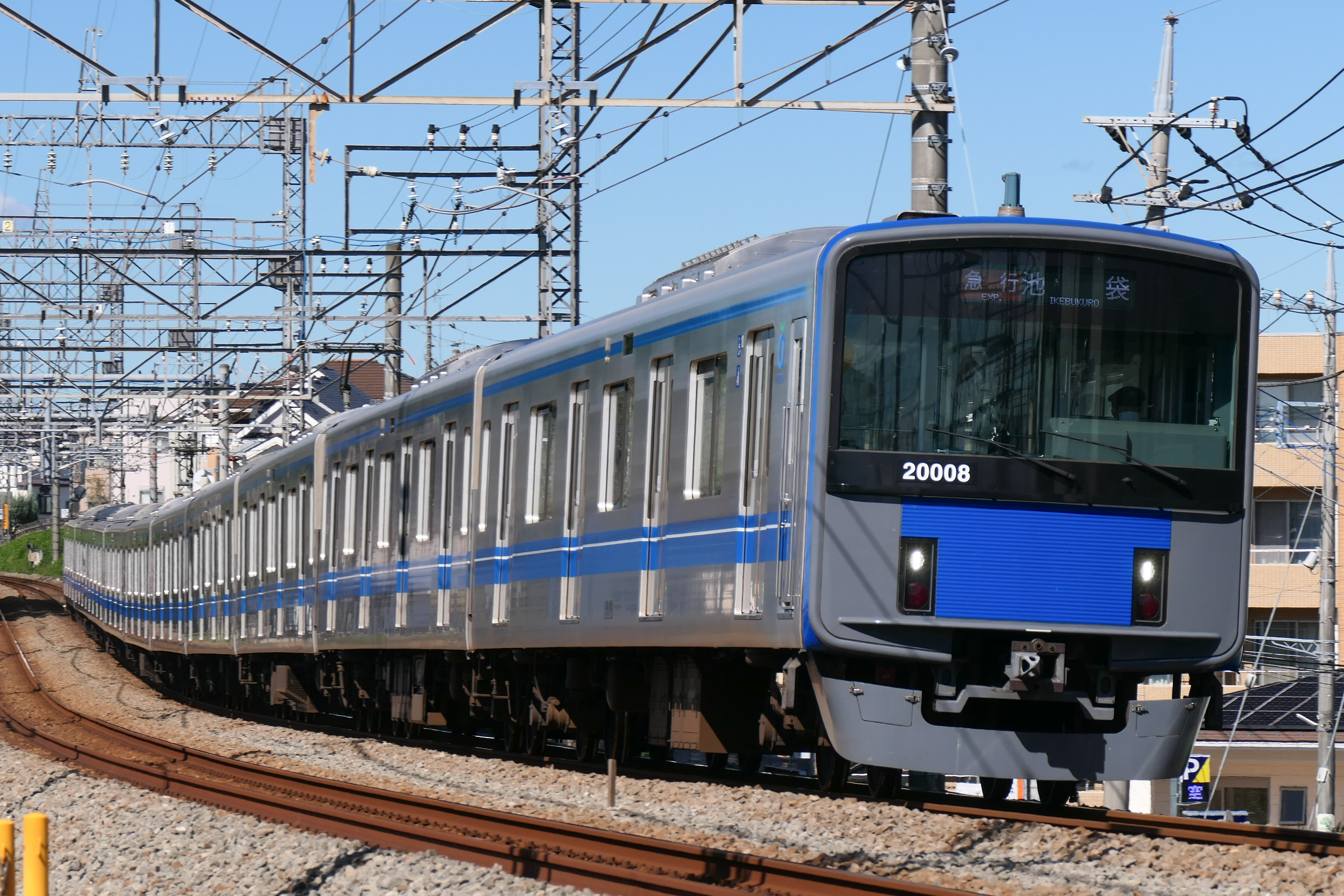
Seibu-Klasse 20000
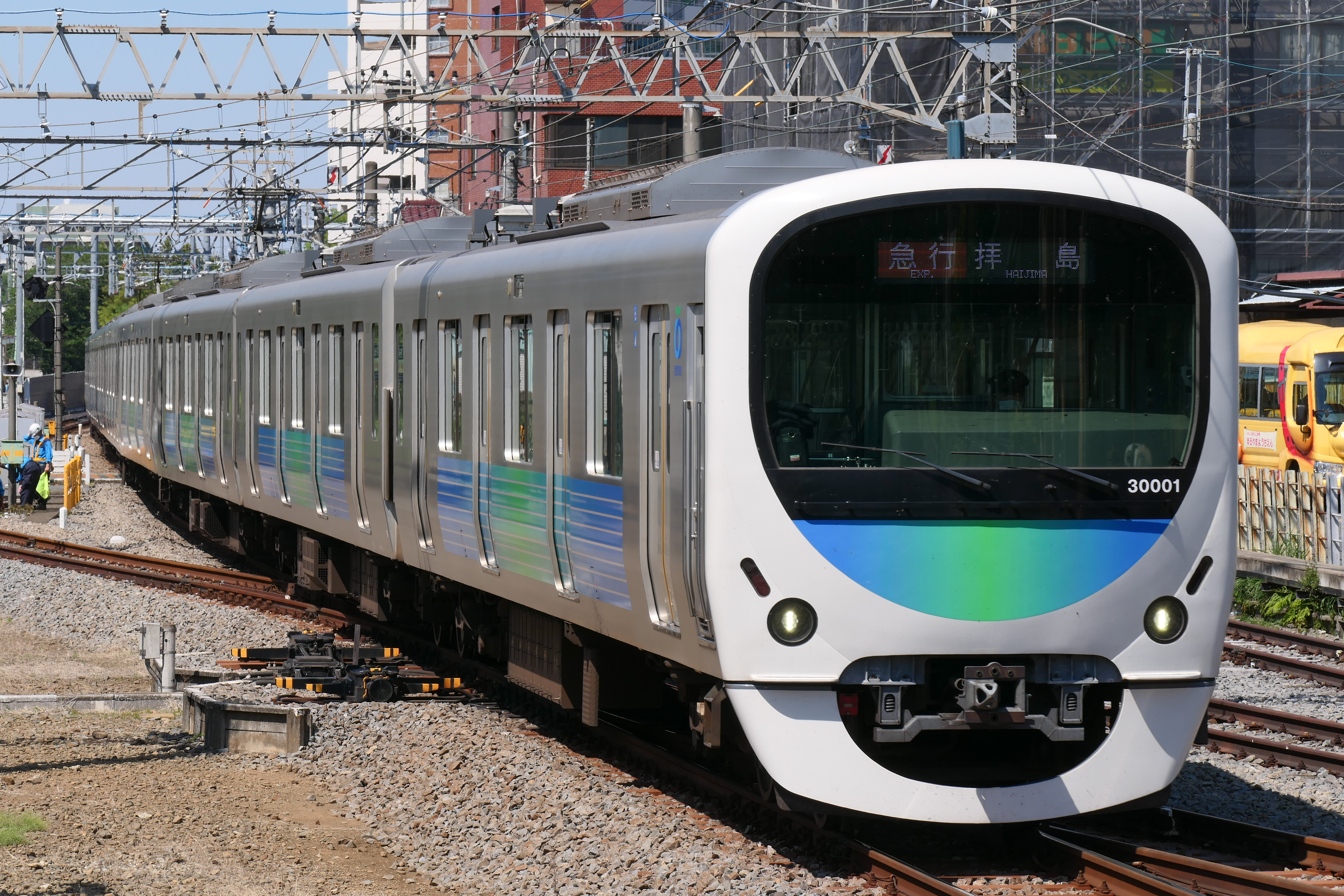
Seibu-Klasse 30000
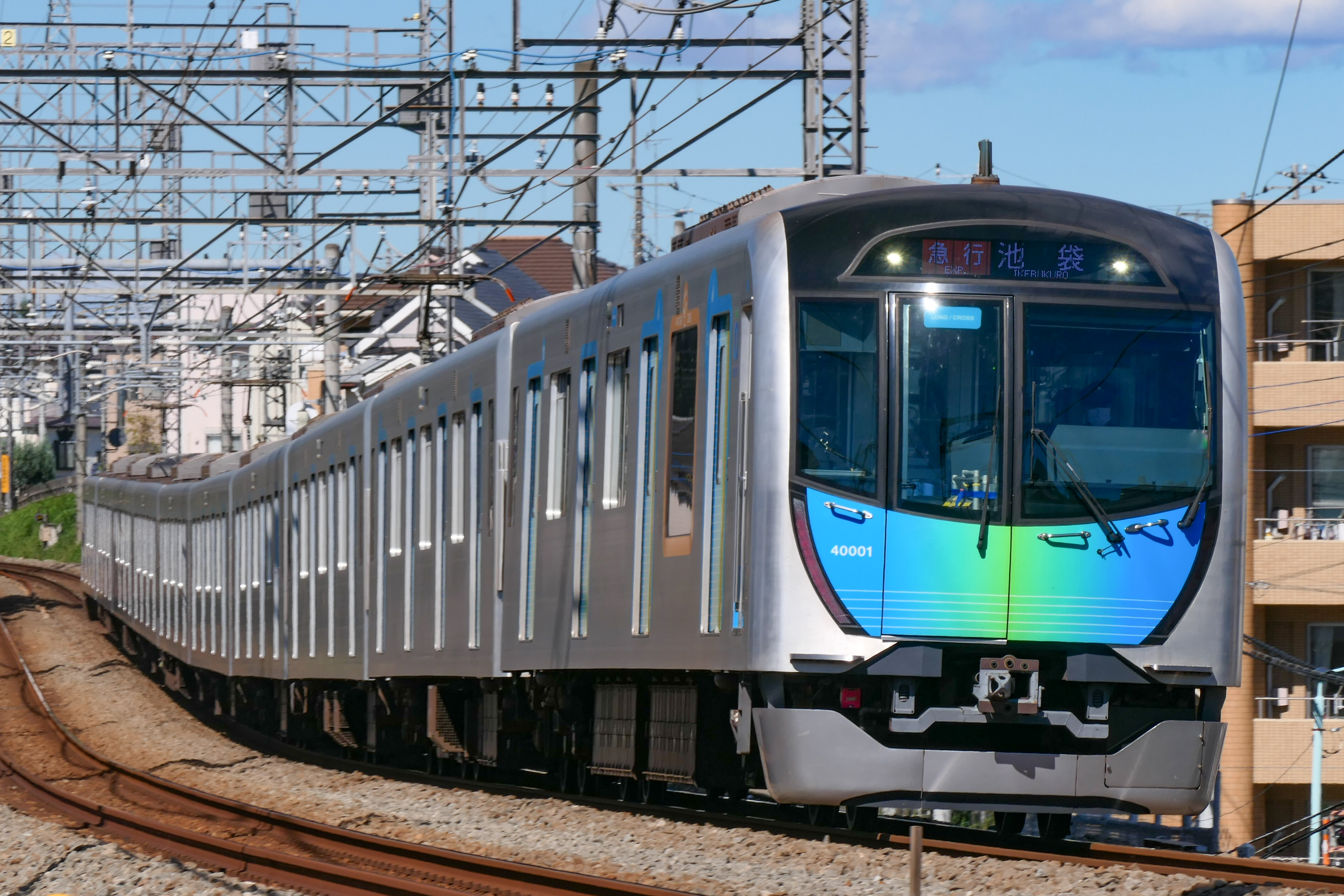
Seibu-Klasse 40000
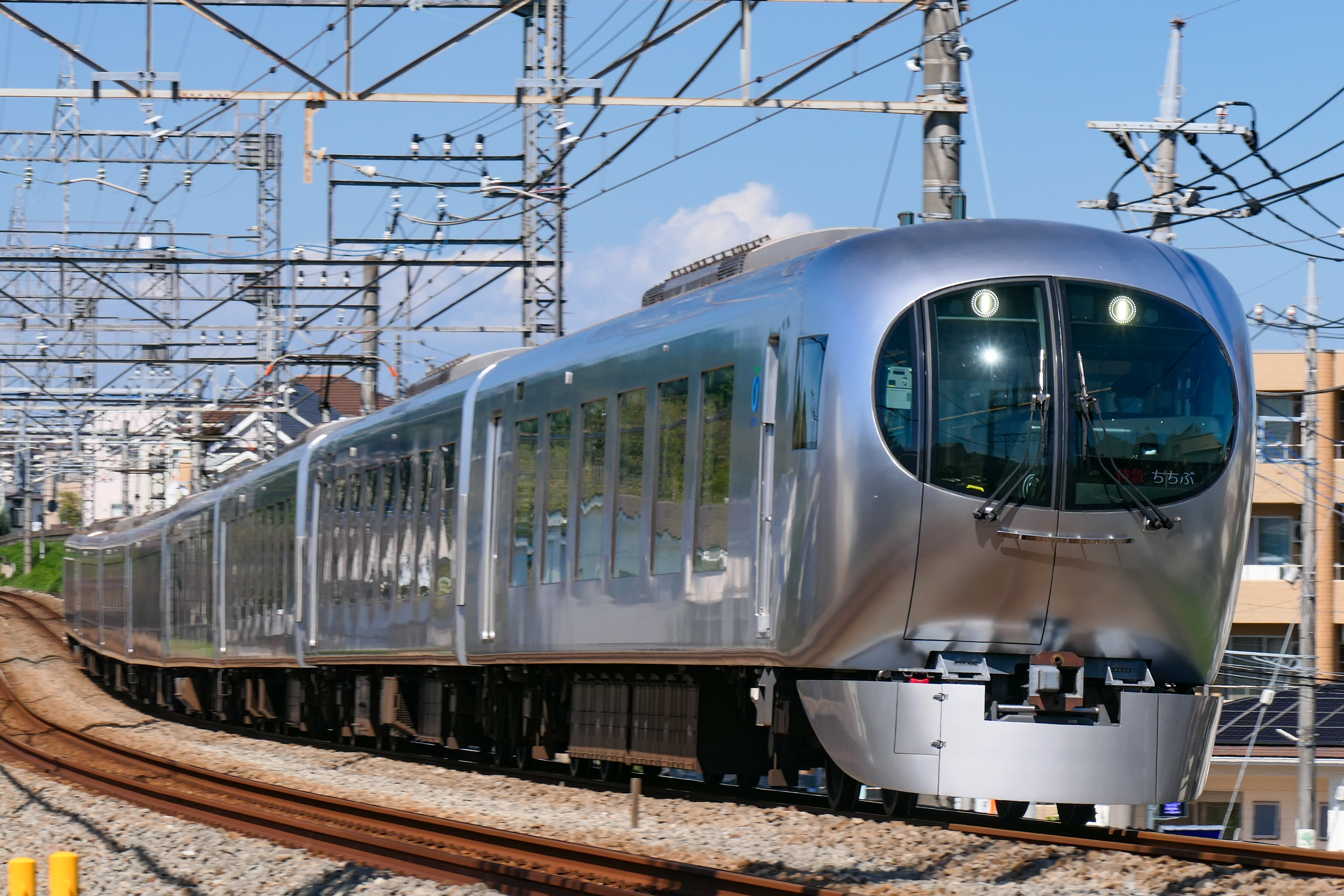
Seibu-Klasse 001

Die Klasse 001 bildet das Flaggschiff der Seibu Tetsudō und wird unter der Marke Laview auf der Ikebukuro-Linie als  „Sonder-Express“ (japanisch 特急 Tokkyū) eingesetzt. Dieser bietet in der Hauptverkehrszeit zusammen mit der älteren Klasse 10000, die unter dem Namen New Red Arrow auf der Ikebukuro- und Shinjuku-Linie betrieben wird, mit garantierten Sitzplätzen und einer 2+2-Bestuhlung eine komfortable Alternative zu den üblichen Zügen. Darüber hinaus ist die Klasse 40000 unter der Marke S-TRAIN ebenfalls mit einer 2+2-Bestuhlung ausgestattet, wobei dieser Zug nicht während der Hauptverkehrszeit fährt und die Sitze schlichter gestaltet sind als bei den Klassen 001 und 10000. Als Durchbindung fährt er samstags und sonntags vom Bahnhof Seibu-Chichibu in Chichibu zum Bahnhof Motomachi-Chūkagai in Yokohama und werktags vom Bahnhof Tokorozawa in Tokorozawa zum U-Bahnhof Toyosu in Koto in den Morgenstunden und zurück in den Abendstunden.

### Leo-Liner

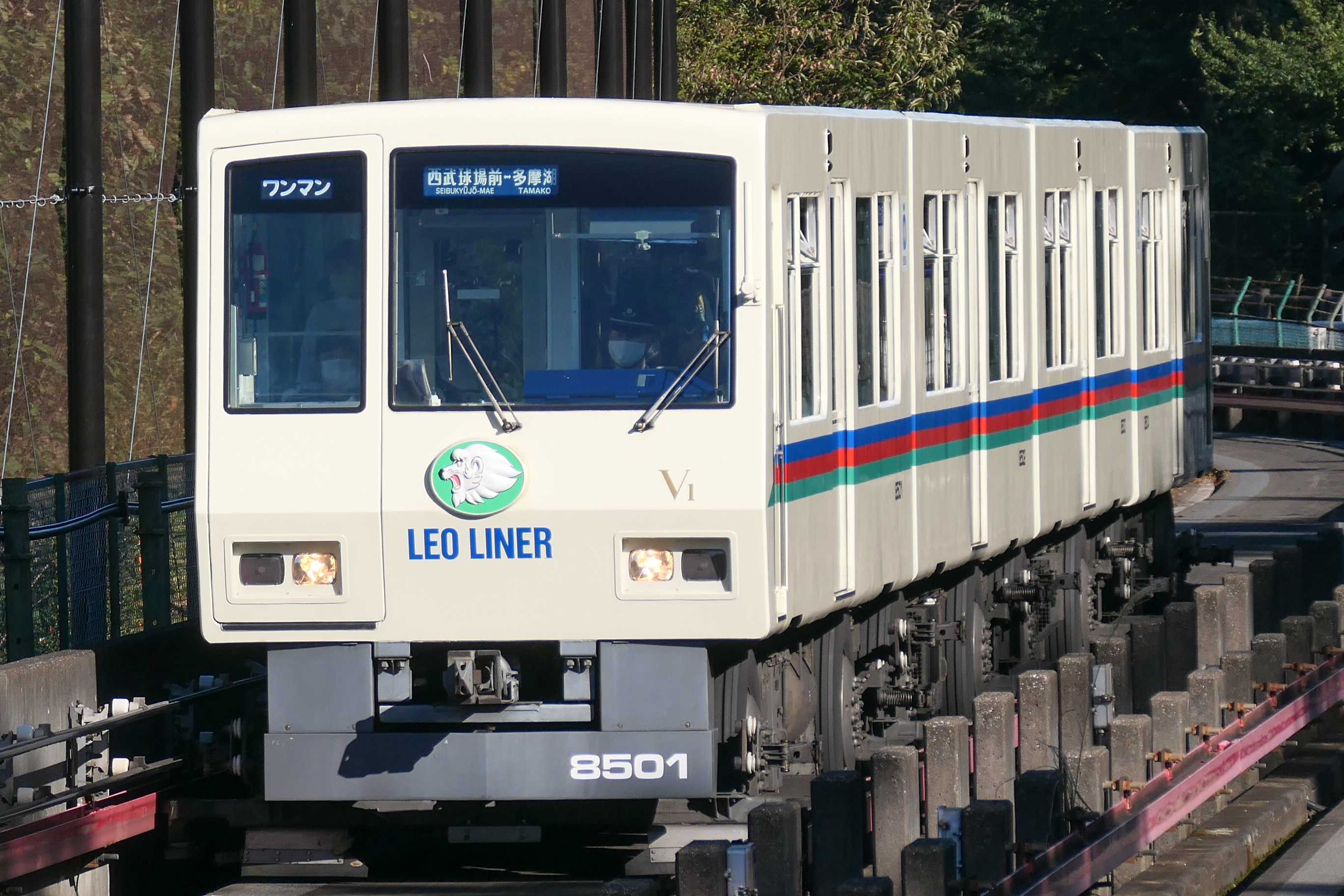
Der Leo-Liner

Zudem betreibt Seibu Tetsudō zwischen den Bahnstationen Seibu-Kyūjo-mae (Seibu-Stadion) und Seibu-Yūenchi (Seibu-Vergnügungspark) den Peoplemover Yamaguchi-Linie. Die Züge tragen die Bezeichnung Leo-Liner, was darauf zurückzuführen ist, dass ein weißer Löwe, der auf die Figur Kimba, der weiße Löwe zurückgeht, das Logo der Seibu Lions ist. Verwendet wird das Automated Guided Transport System, kurz AGT-System. Die Züge werden dabei durch seitlich angeordnete Leitschienen auf der Fahrbahn gehalten. Die Fahrbahn selbst besteht aus Beton und die Züge sind gummibereift.
Die Strecke wurde am 25. April 1985 eröffnet und ersetzte einen dampfbetriebenen Zug. Sie ist insgesamt 2,8 Kilometer lang und verbindet die Endhaltestellen zweier anderen Strecken der Seibu Railway Company mit nur einem Zwischenhalt. In der Mitte der einspurigen Strecke befindet sich eine Ausweiche. Von den 2,8 Kilometern liegen 355 m in insgesamt fünf Tunnelabschnitten.
Entlang der Strecke befinden sich zahlreiche Attraktionen, die Besucher aus dem nahen Tokio und der Umgebung anziehen.
Die auf der Strecke verkehrenden Züge sind 34 Meter lang und bestehen aus je vier 8.500 mm langen und 2.900 mm breiten Wagen. Der Zug verfügt über insgesamt 302 (71-80-80-71) Sitzplätze. Betrieben werden sie mit 750 Volt Gleichstrom. Damit erreichen sie eine Höchstgeschwindigkeit von 50 km/h.

### Ehemalige Baureihen (Auswahl)

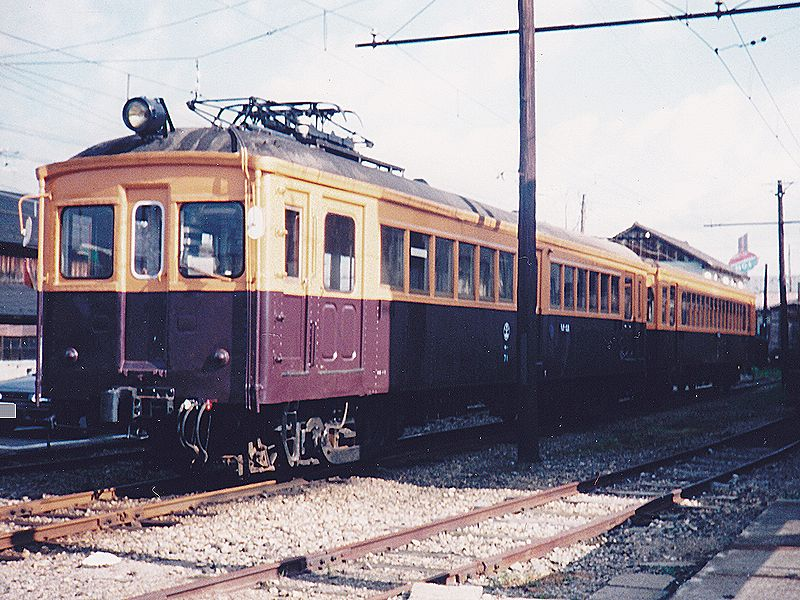
Musashino-Klasse 320 (1926–1965)
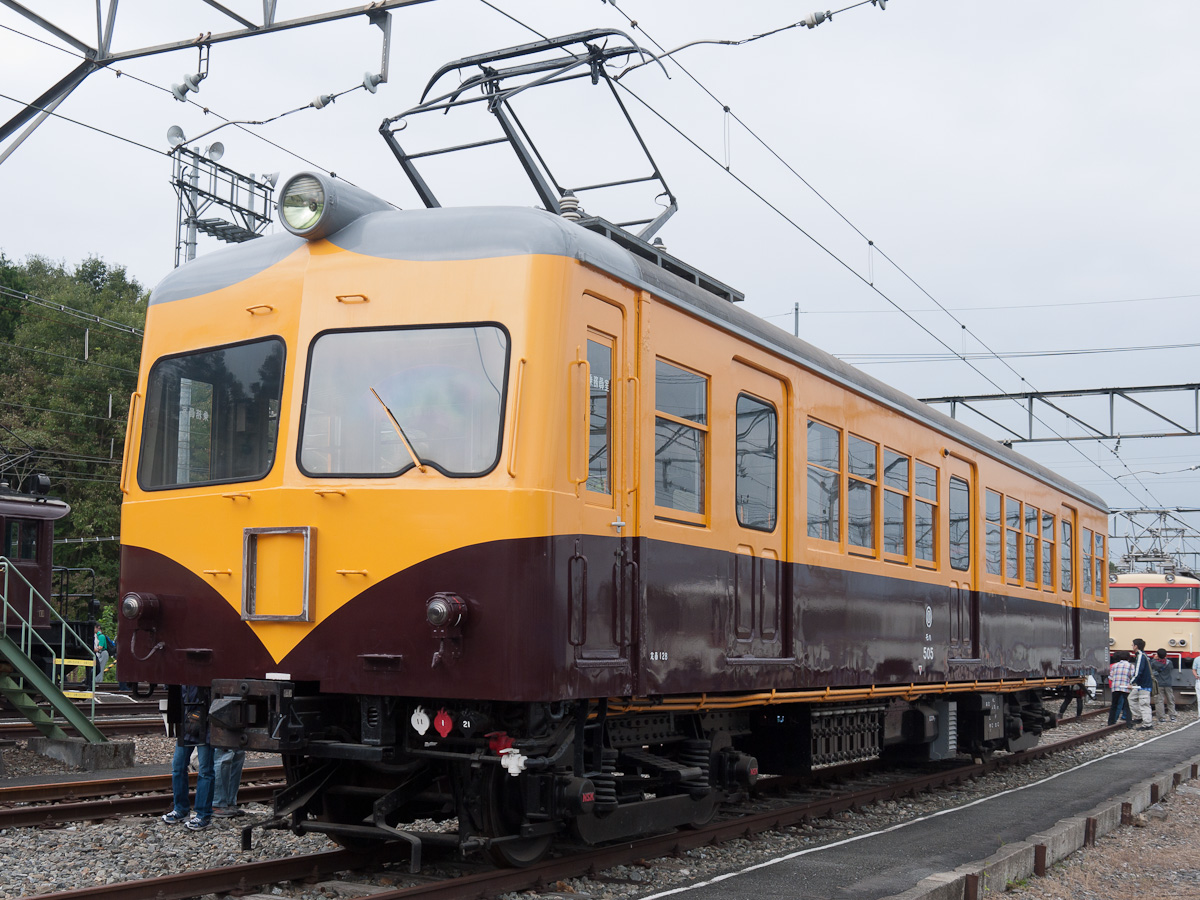
Seibu-Klasse 351 (1954–1990)
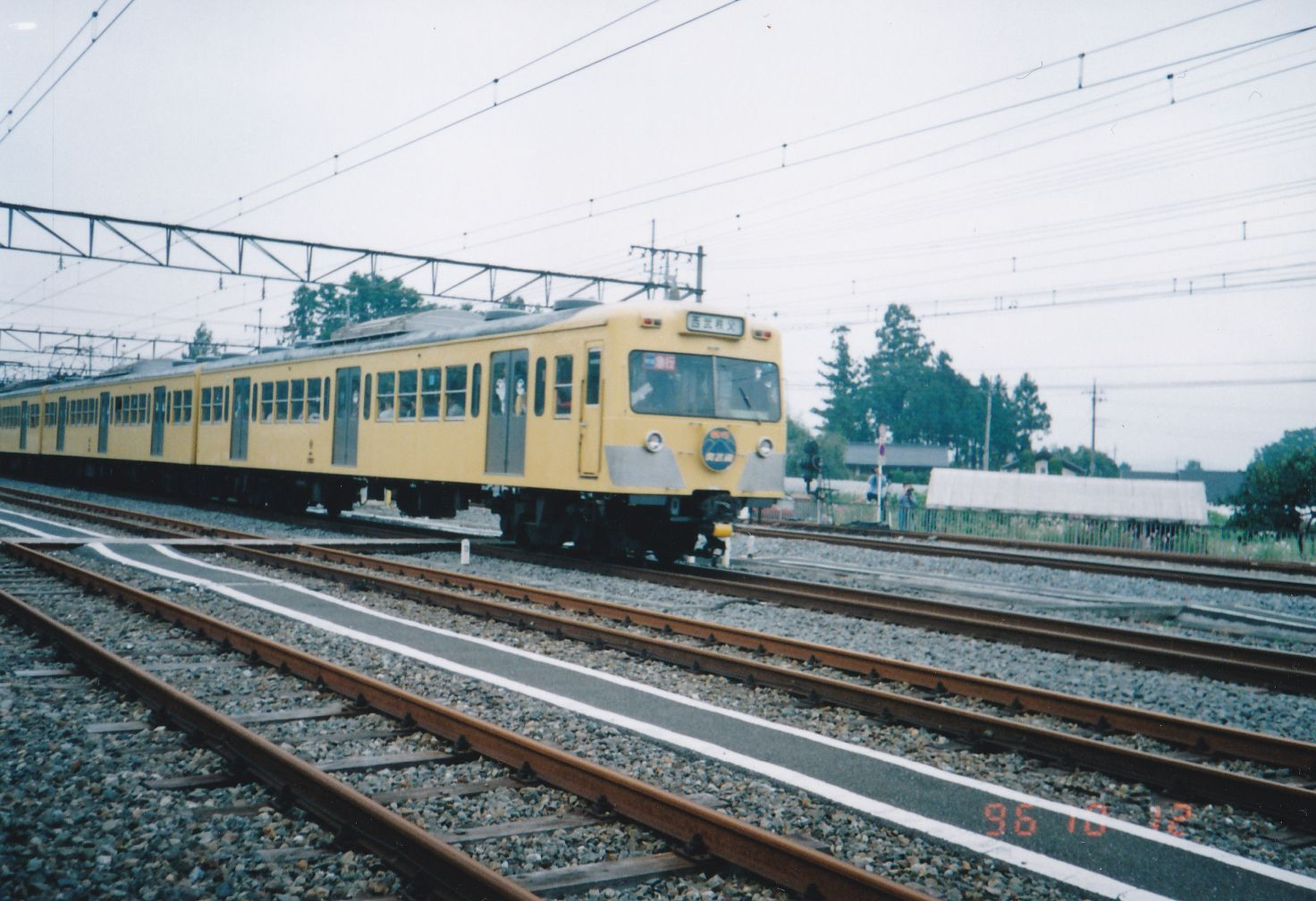
Seibu-Klasse 701 (1963–1996)
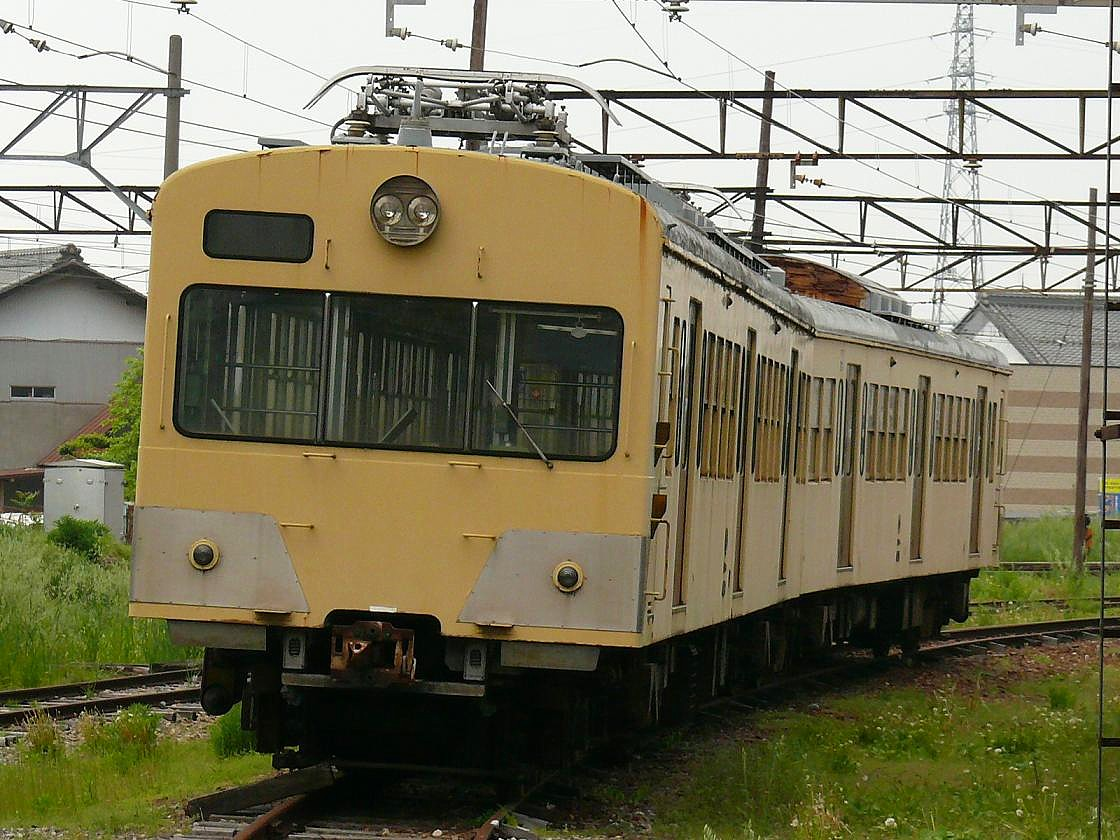
Seibu-Klasse 411/401 (1964–1997)
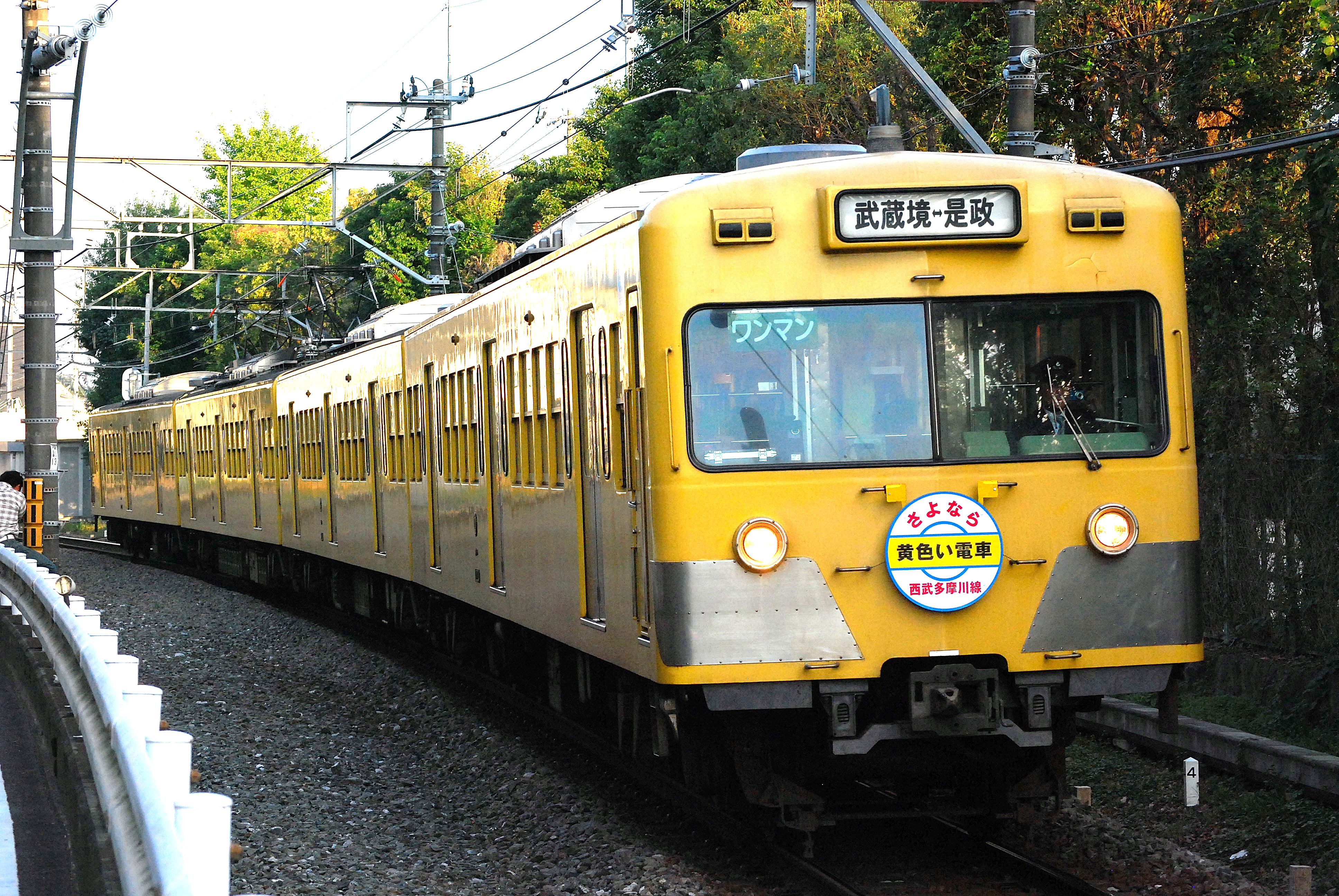
Seibu-Klasse 101 (1969–2010)
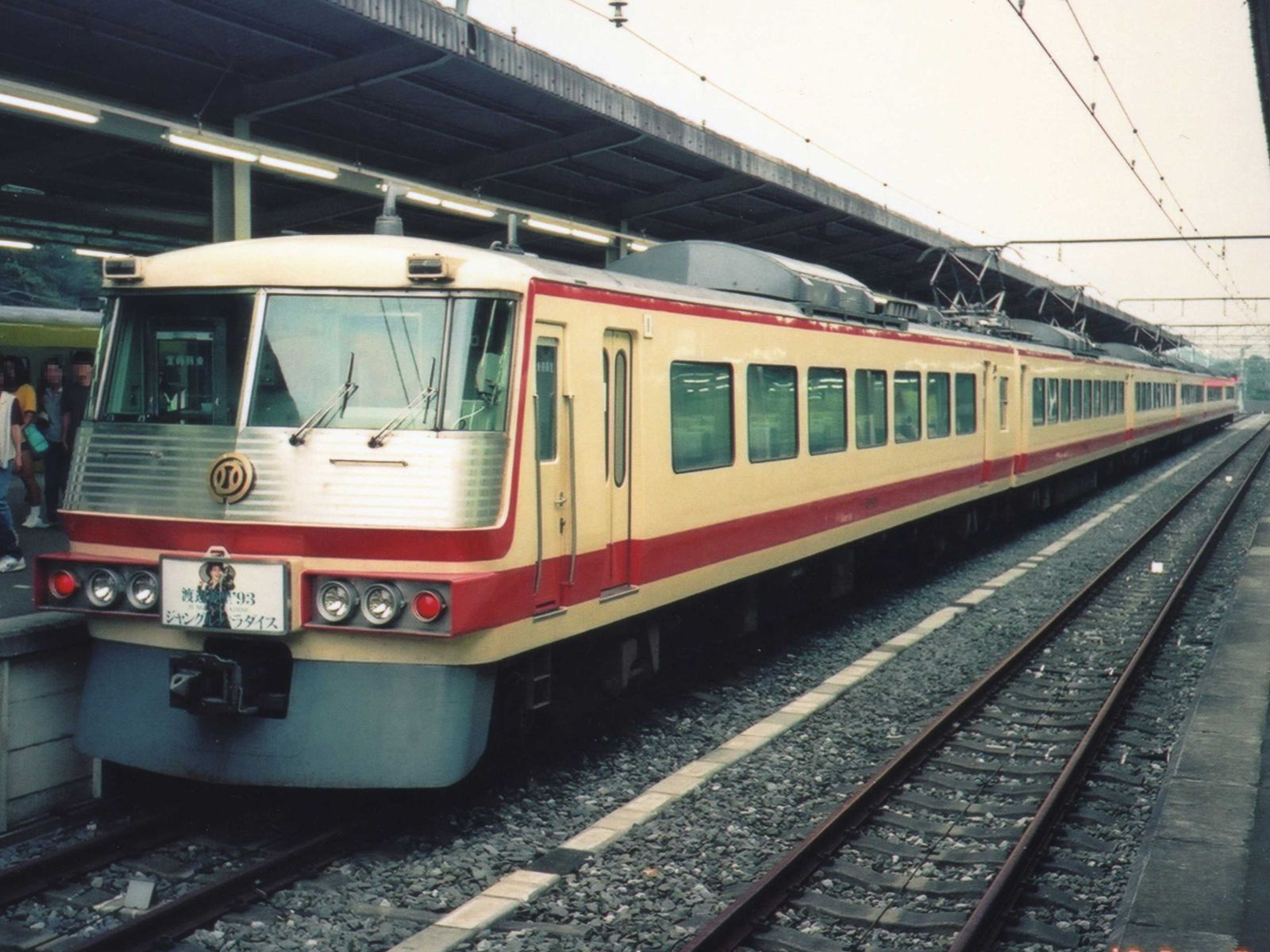
Seibu-Klasse 5000 (1969–1995)
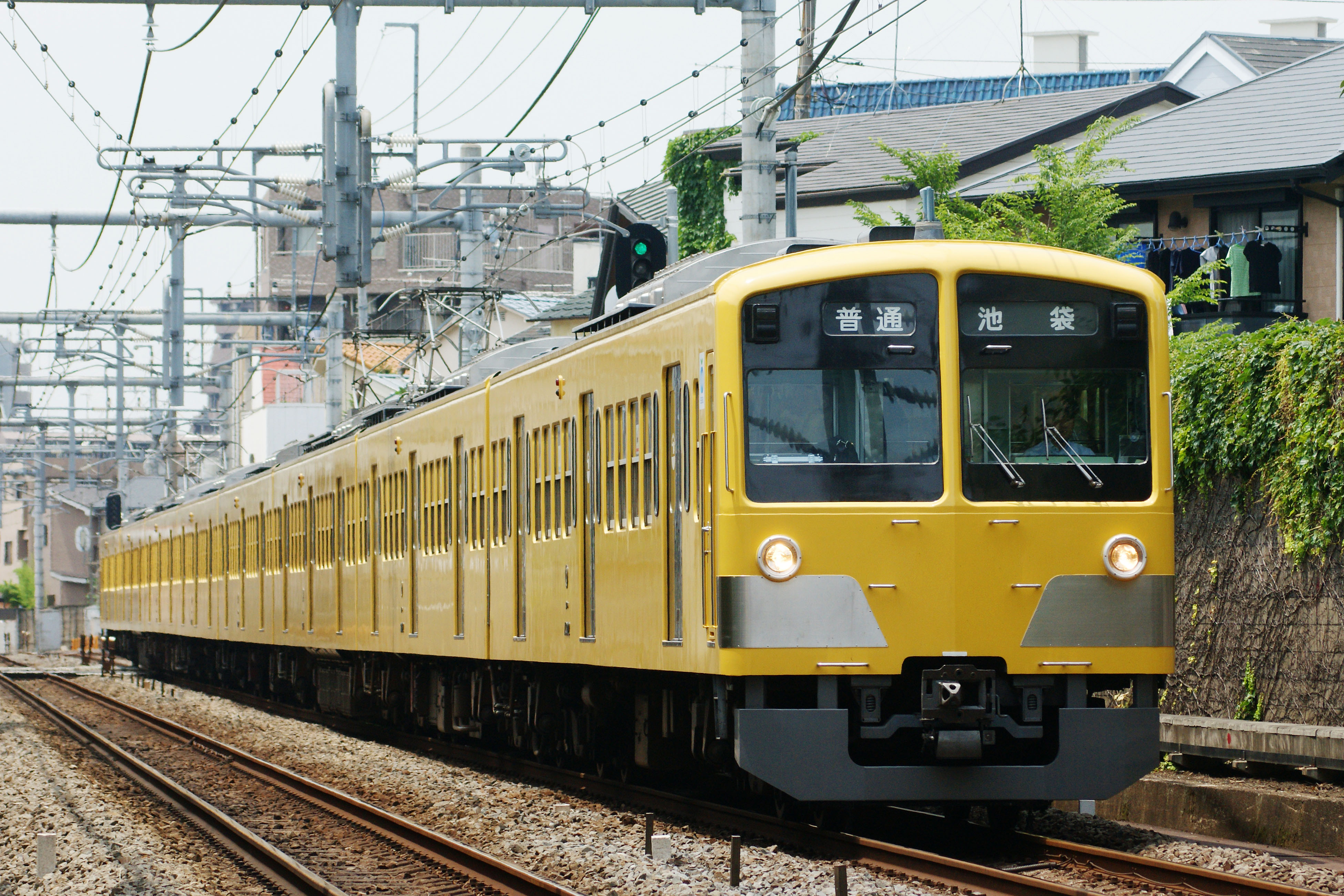
Neue Seibu-Klasse 101 (1979–2012)
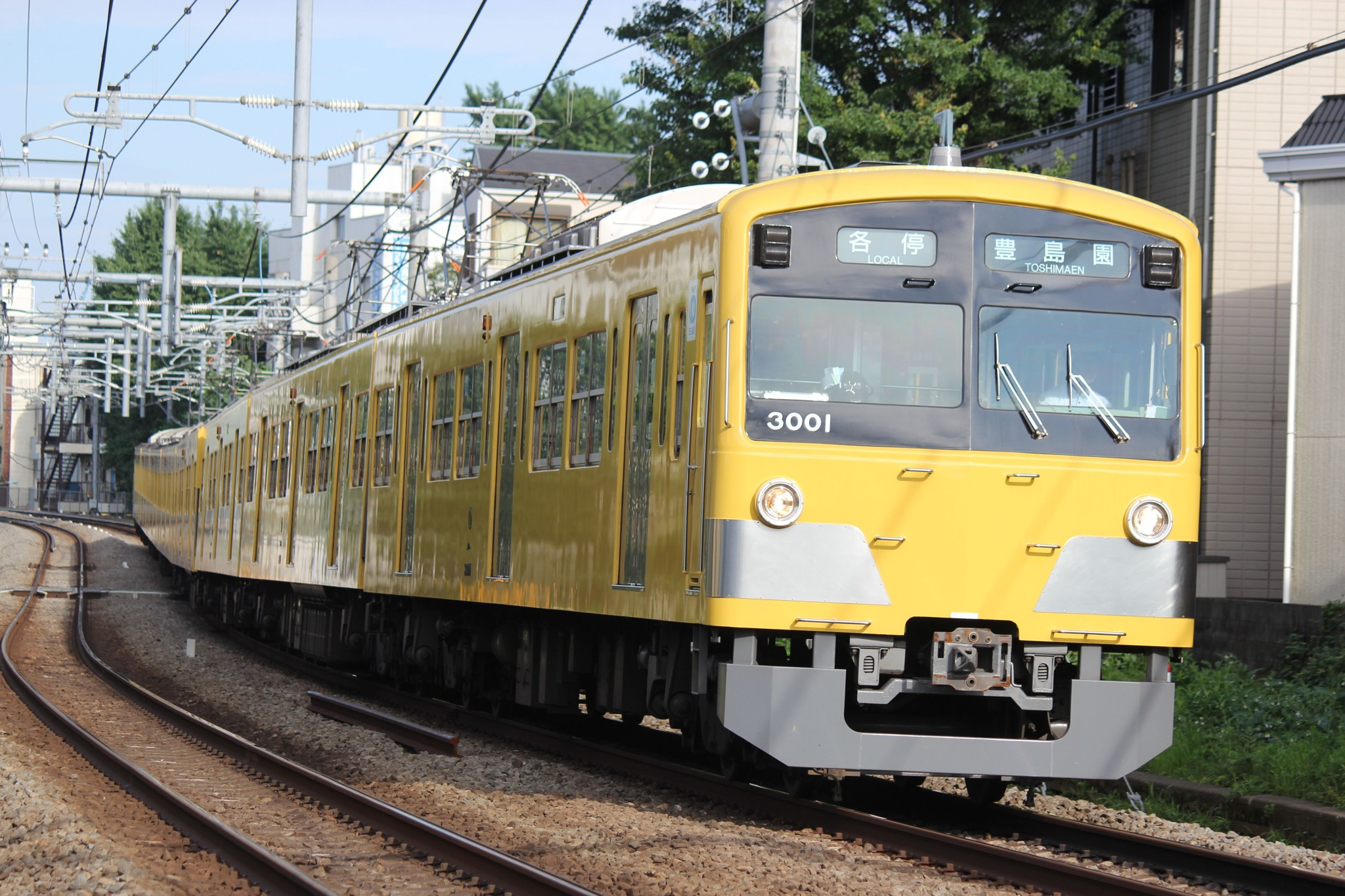
Seibu-Klasse 3000 (1983–2014)

## Logo
Das Logo der Seibu Tetsudō bildet aus dem Initial „西“ (dt. Westen) einen stilisierten Apfel. Die beiden Ringe sollen dabei Räder und somit die Eisenbahn darstellen, während der Apfel Fruchtbarkeit und damit Entwicklung im Einklang mit der Natur symbolisieren soll.